# دوني كوشران
دوني كوشران (بالإنجليزية: Donnie Cochran)‏ هو ضابط أمريكي، ولد في 6 يوليو 1954 في بيلهام في الولايات المتحدة.